# 香港政府華員會

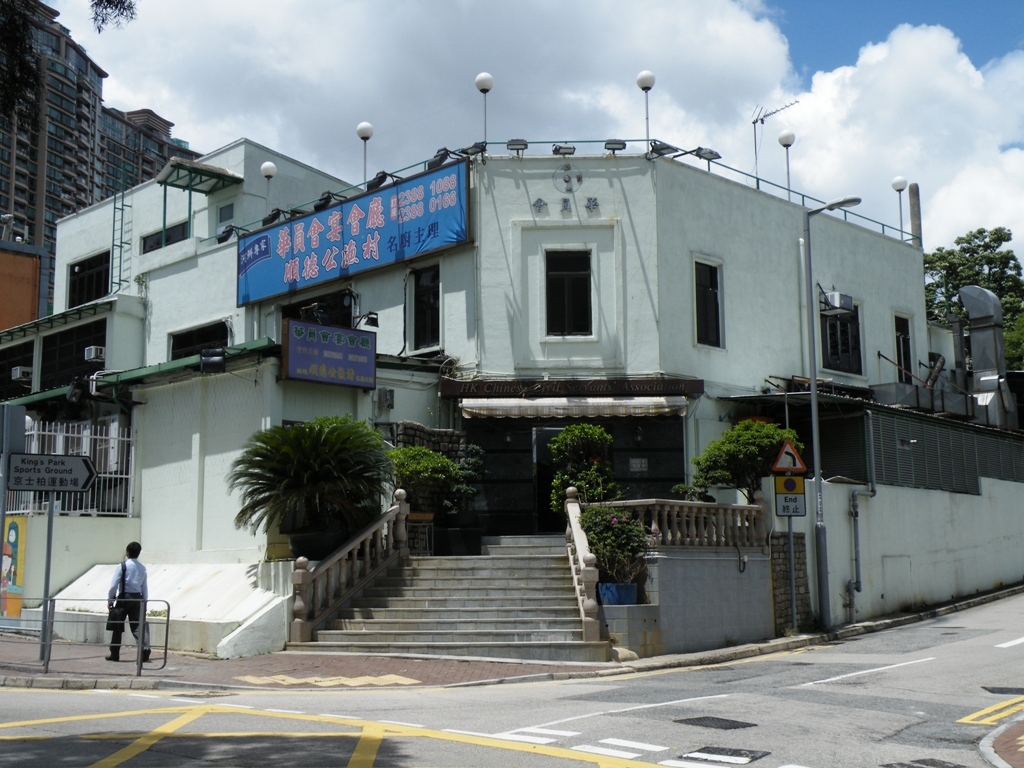
華員會在京士柏的會所

香港政府華員會（英語：Hong Kong Chinese Civil Servants' Association, HKCCSA）是由香港公務員及退休公務員所組成的工會，於1914年由陳國英、江其輝、陳達明和羅錦澤等創立，是香港歷史最悠久及會員人數最多的公務員工會，會員人數曾經高達68172名，已退休的會員佔大多數。由於現任會長利葵燕曾向各大傳媒表示公務員應該凍薪三年，令會員人數急速下降。華員會現時會長、副會長、理事等多人，均由現職各級的公務員及一部份退休的公務員所擔任。華員會轄下包括多個分會，包括社會工作主任職系分會、醫務化驗員及化驗師分會、司機分會、文書主任分會等等。
華員會除了為會員提供極少量福利外，亦會經常就公務員薪酬等議題向香港政府提出意見。

## 政治立場
作為香港最大的公務員工會，華員會不時發表評論，因雇傭身份的本質，多為建制派護航。
2011年9月，一個關於實行議會遞補機制的論壇被衝擊，有康樂及文化事務署人員受輕傷，華員會發表聲明譴責「滋事者」干擾諮詢會秩序。
2012年3月，梁振英當選香港行政長官，華員會立即發聲明表示擁護梁振英施政，其後亦支持梁振英的改組建議。
華員會亦在工會刊物華員報200期發表標題為「何謂公務員政治中立」的文章，以「政治中立」辯護公務員工會發表擁護梁振英施政的正當性，被自由撰稿人關偉基投稿到《蘋果日報》炮轟。
2018年，華員會強烈譴責立法會議員許智峰在2018年4月24日立法會內，粗暴向一位正執行職務的保安局女行政主任（EO）搶手機。
2019年5月，華員會嚴厲譴責民主黨主席胡志偉辱駡行政長官
2019年6月，華員會發出了緊急呼籲，呼籲全體公務員堅持政治中立原則，堅守工作崗位，盡力為社會提供正常優質的公共服務。
2019年8月，華員會發出了告全體公務員全社會書。
2020年1月，華員會發出了緊急呼籲，呼籲全社會、全體港人同心協力防疫。
2020年5月，華員會發出公開信建議政府把全體公務員的薪金凍結3年。
2022年5月，薪諮會聯合秘書處去信批華員會長利葵燕對於薪酬調查的評論不符事實。
2022年10月，華員會招開記者會，回應特首李家超提出的施政報告。

## 歷任會長
- 鍾華亮
- 郭元漢
- 黃河
- 蘇肖娟

## 現任會長
- 利葵燕

## 歷任秘書長
- 蔡冠龍

## 辦事處
華員會的會所和總辦事處位於九龍京士柏衛理道8號，鄰近菲律賓會和京士柏曲棍球場。此外，亦在旺角花園商業大廈設有旺角會員服務辦事處。

### 會所文娛及會議設施
- 標準網球場
- 半個籃球場
- 一個排球場
- 宴會廳
- 停車場
- 禮堂
- 會議室

## 醜聞
華員會會所曾僭建超過40年，於2021年完成清拆。

## 外部連結
- 官方網站 （页面存档备份，存于）
- 官方網誌